# Españolagrundfink
Der Españolagrundfink (Geospiza conirostris), auch Opuntien-Grundfink oder Großer Kaktusfink, ist eine Singvogelart, die zu den Darwinfinken gehört. Diese werden heute zu den Tangaren (Thraupidae), früher auch zu den Ammern (Emberizidae) gerechnet.

## Beschreibung
Das Weibchen hat einen rötlichen Schnabel und das Gefieder ist weiß, braun mit schwarz. Die männlichen Exemplare haben einen dunkleren Schnabel und durchgängig schwarzes Gefieder. Der Españolagrundfink hat auf der Insel Española einen größeren Schnabel als auf Genovesa.

## Verbreitung und Lebensweise
Españolagrundfink kommt auf Española, Tower (Genovesa) und Darwin vorwiegend auf Kakteen vor.
Der längliche und kräftige Schnabel ist besonders geeignet um Samen und Insekten zu vertilgen. Außerdem frisst er auch Früchte und Kakteenblüten.
Da er auf Española der einzige Vogel mit einem großen Schnabel ist, füllt er dort die ökologische Nische zwischen dem Mittelgrundfink (G. fortis) und dem Großschnabel-Grundfink (G. magnirostris).